# 46e régiment d'infanterie (France)
Pour les articles homonymes, voir 46e régiment.
Le 46e régiment d'infanterie (46e RI) est un régiment d'infanterie de l'Armée de terre française créé sous la Révolution à partir du régiment de Bretagne, un régiment français d'Ancien Régime. Il est dissous depuis 1997.

## Création et différentes dénominations
- 1er janvier 1791 : Tous les régiments prennent un nom composé du nom de leur arme avec un numéro d’ordre donné selon leur ancienneté. Le régiment de Bretagne devient le 46e régiment d'infanterie de ligne ci-devant Bretagne.
- 1793 : Amalgamé il prend le nom de 46e demi-brigade de première formation
- 1796 : Création de la 46e demi-brigade de deuxième formation
- 1803 : Renommé 46e régiment d'infanterie de ligne
- 16 juillet 1815 : comme l'ensemble de l'armée napoléonienne, il est licencié à la Seconde Restauration
- 11 août 1815 : création de la légion d'Indre-et-Loire
- 1820 : La légion d'Indre-et-Loire est amalgamée et renommée 46e régiment d'infanterie de ligne.
- 1854 : il devient, 46e régiment d'infanterie.
- 1940 : dissous lors de la signature de l'Armistice
- 1944 : recréé en tant que 46e régiment d’infanterie
- 1946 : devient 46e bataillon d'infanterie
- 14 septembre 1994 : dissous
- 1er juillet 1995 : recréé en tant que régiment de réserve associé au 24e régiment d'infanterie de Vincennes.
- Dissolution, le 30 juin 1997.

## Chefs de corps du régiment
- 1791 : Francois-Anselme De Saint-Victor
- 1792 : Charles-Francois-Xavier Atthalin
- 1793 : Jean-Baptiste de Bressoles de Sisce (*)
- 1794 : chef-de-Brigade Pinet (?)
- 1794 : Pascal Antoine Fiorella
- 1796 : Joseph-Théodore Clerc (*)
- 1797 : chef-de-Brigade Clerence (?)
- 1797 : chef-de-Brigade Forty (?)
- 1800 : Louis-François Lanchantin
- 1803 : Louis-François Lanchantin (*)
- 1805 : Guillaume-Latrille de Lorencez (**)
- 1807 : Joseph Pierre Richard
- 1812 : Jean-Louis Brue (*)
- 1814 : Jean-Marie Regeau
- 1815 : Louis André Dupré
- 1870 : Michel Henry Alfred Pichon

[…]
- 1894-1898 : Virgile Robert
- 1905 : Charles Holender
- 1907-1909 : Charles Ebener
- ? : Antoine Gramat
- 1910-25 août 1914 : colonel Gabriel Malleterre (nommé commandant de la brigade)[1]
- 25 août 1914-10 septembre 1914 : lieutenant-colonel Luc Miegeville (commandant en second, blessé le 8 septembre, évacué le 10)
- 10 septembre 1914- 5 novembre 1914 : commandant Louis Darc
- 5 novembre 1914 - 4 décembre 1914 : colonel Galon (blessé)
- 10 décembre 1914 - 8 janvier 195 : lieutenant-colonel Roller (blessé)
- ? - 21 janvier 1915 : Joseph Chaulet[2] (†)
- 15 janvier 1915 : colonel Simon
- 1917-1920 : lieutenant-colonel Eugène Peyrotte

| - Lieutenant-colonel Bertrand 1944-1945 - Lieutenant-colonel d’Esneval 1945-1946 - Lieutenant-colonel de Stabenrath 1946 (dissolution le 30/04/1946) - Chef de bataillon Hallouin 1946 46e bataillon de la 10e demi-brigade d’infanterie à compter du 1er mai 1946 - Chef de bataillon de Monner 1946 (en fonction pendant un mois) - Chef de bataillon Dufour 1946-1947 - Chef de bataillon Garat 1947-1948 - Chef de bataillon Martrou 1948-1949 - Chef de bataillon Hunold 1949-1950 46e bataillon d’infanterie (formant corps) - Chef de bataillon Gérard-Séné 1950-1952 - Lieutenant-colonel Négrié 1952-1954 - Lieutenant-colonel Jasselin 1954-1956 - Lieutenant-colonel Niveau de Villedary 1956-1958 - Lieutenant-colonel Sorbier de Pougnadoresse 1958-1960 - Lieutenant-colonel Coudurier 1960-1961 - Lieutenant-colonel de Peretti 1961-1962 - Colonel Burger 1962-1964 | - Colonel Teysseyre 1964-1966 - Colonel Bourdis 1966-1968 - Colonel Lamy 1968-1970 - Colonel Good 1970-1972 - Colonel Grué 1972-1974 - Colonel Juin (fils du maréchal) 1974-1976 - Colonel Motte 1976-1978 - Colonel de Moulins d’Amieu de Beaufort 1978-1980 - Colonel Cottereau 1980-1982 - Colonel Paris 1982-1984 - Colonel Fresnel 1984-1986 - Colonel Bonamy 1986-1988 - Colonel de Laforcade 1988-1990 - Colonel Rousselet 1990-1992 - Colonel Buttay 1992-1994 (dissolution du 46e RI le 14 septembre à minuit) - Colonel Bonioni 1995-1997 46e RI de réserve dissous le 30 juin 1997 |

 (*) Officiers qui sont devenus par la suite généraux de brigade, 
 (**) Officiers qui sont devenus par la suite généraux de division 

## Historique des garnisons, combats et bataille du46eRI

### Révolution française et Premier Empire

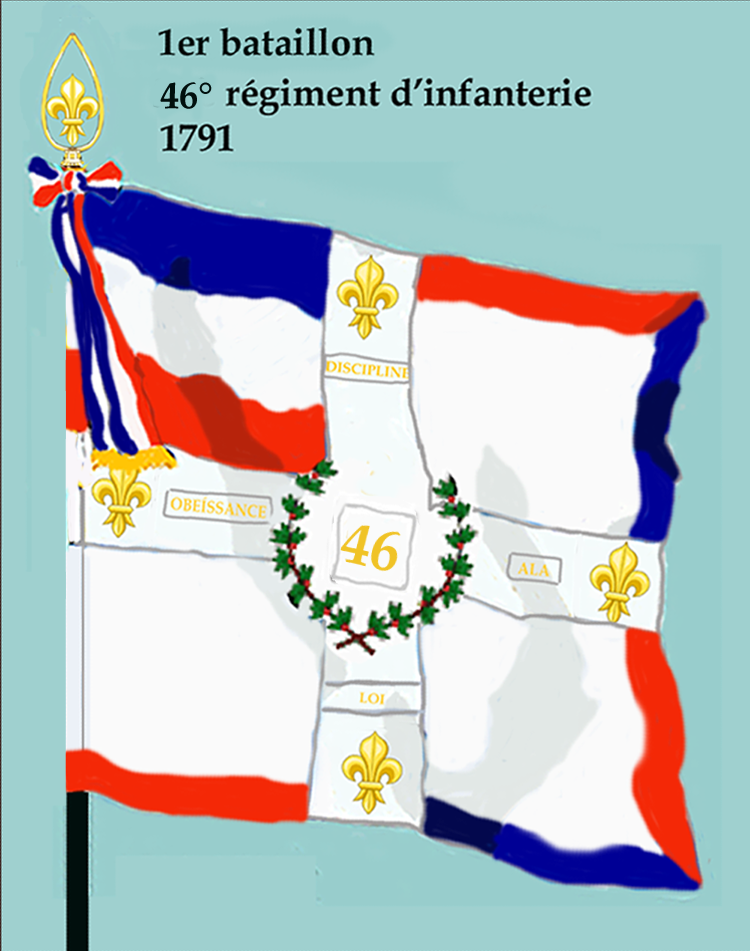
Drapeau du 1er bataillon du 46e régiment d'infanterie de ligne de 1791 à 1793
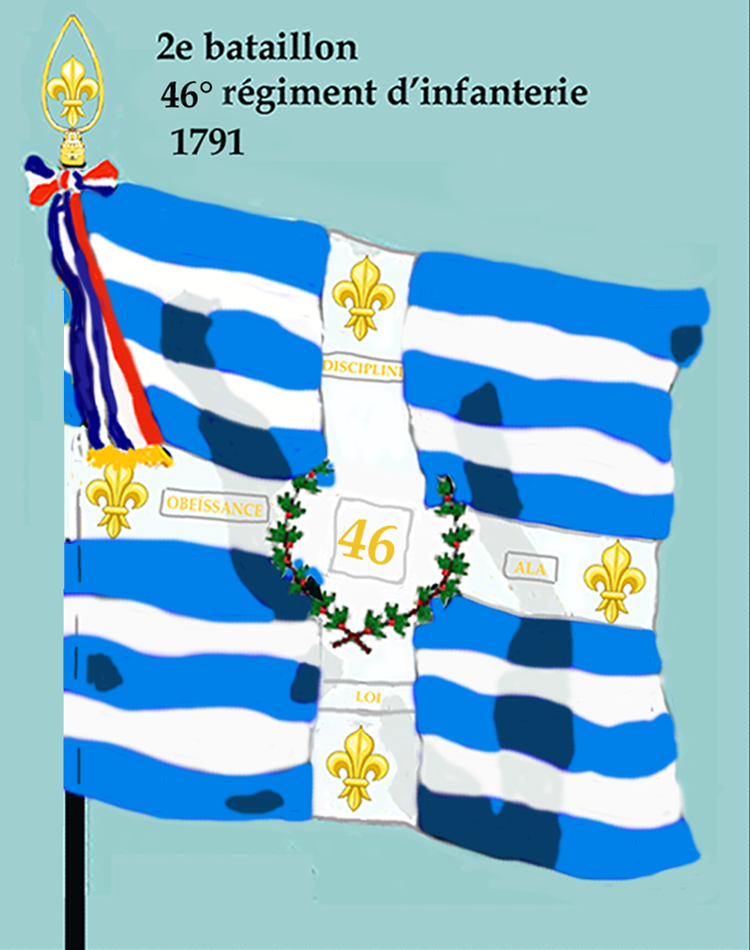
Drapeau du 2e bataillon du 46e régiment d'infanterie de ligne de 1791 à 1793

Guerre de la Première Coalition
- 1793 :
  - Rheinzabern, Landau, Bergzabern, Ober-Otterbach, Nothweiler, Brumpt, Haguenau et Schlethal
  - 26 décembre : 2e bataille de Wissembourg
- 1794 :
  - Siège de Demonte
- 1795 :
  - Bataille de Carcare
  - Bataille de Loano
- 1796 :
  - Bataille de Mondovi
- 1798 :
  - Siège d'Ostende
- 1799 :
  - Bataille de Stockach
  - Combats de Busingen
  - Bataille de Zurich,
- 1800 :
  - Bataille d'Engen
  - Bataille de Moeskirch
  - Bataille d'Hochstadt,
  - Combats d'Oberhausen
  - Bataille de Hohenlinden (où Théophile-Malo de La Tour d'Auvergne-Corret est tué)
- 1805 : Campagne d'Allemagne (1805)
  - Bataille d'Ulm
  - 2 décembre : Bataille d'Austerlitz
- 1806 : Campagne de Prusse et de Pologne
  - 14 octobre : Bataille d'Iéna
  - Bataille de Lübeck
- 1807 : Campagne de Pologne (1807)
  - 8 février : Bataille d'Eylau
  - 10 juin : Bataille d'Heilsberg
- 1809 : campagne d'Allemagne et d'Autriche (1809)
  - Essling,
  - Wagram
  - Znaïm
- 1812 : Campagne de Russie
  - Bataille de Smolensk (1812),
  - Bataille de Valoutina,
  - Bataille de la Moskowa,
  - Bataille de Wiasma
  - Bataille de Krasnoe
- 1813 : Campagne d'Allemagne (1813)
  - Bataille de Kulm,
  - 16-19 octobre : Bataille de Leipzig
  - Bataille de Hanau
- 1814 : Campagne de France (1814)
  - Bataille de Brienne,
  - Bataille de La Rothière,
  - Bataille de Montereau
  - Bataille de Bar-sur-Aube
- 1815 : Campagne de Belgique (1815)
  - Bataille de Waterloo " Sire, tu veux de la Gloire; eh bien, sois tranquille, demain on t'en foutera. " Grenadier Archer, 1805.

Colonels tués et blessés à la tête du 46e régiment d'infanterie de ligne pendant la période 1804-1815 :
- Colonel Joseph Pierre Richard : blessé le 5 juin 1807 et tué le 21 mai 1809
- Colonel Baudinot : blessé le 6 juillet 1809
- Colonel Brue : blessé le 17 août 1812

Officiers tués et blessés au sein du 46e régiment d'infanterie de ligne pendant la période 1804-1815 :
- Officiers tués : 55
- Officiers morts de leurs blessures : 24
- Officiers blessés : 186

### 1815 à 1852
- 1828-1833 : participation à l’expédition de Morée pour soutenir les insurgés grecs lors de la guerre d'indépendance grecque et le siège de Coron
- 1830 : Une ordonnance du 18 septembre créé le 4e bataillon et porte le régiment, complet, à 3 000 hommes[4].

### Second Empire
- 1853-1856 : Guerre de Crimée :
  - Après son débarquement en Turquie, le régiment est touché par une épidémie de choléra qui lui fait perdre 300 hommes.
  - Siège de Sébastopol
- 1859 : Campagne d'Italie
- Guerre de 1870
  - Siège de Bitche
  - Bataille de Beaumont
  - Bataille de Sedan
  - Soulèvement du 18 mars 1871

### Entre 1870 et 1914

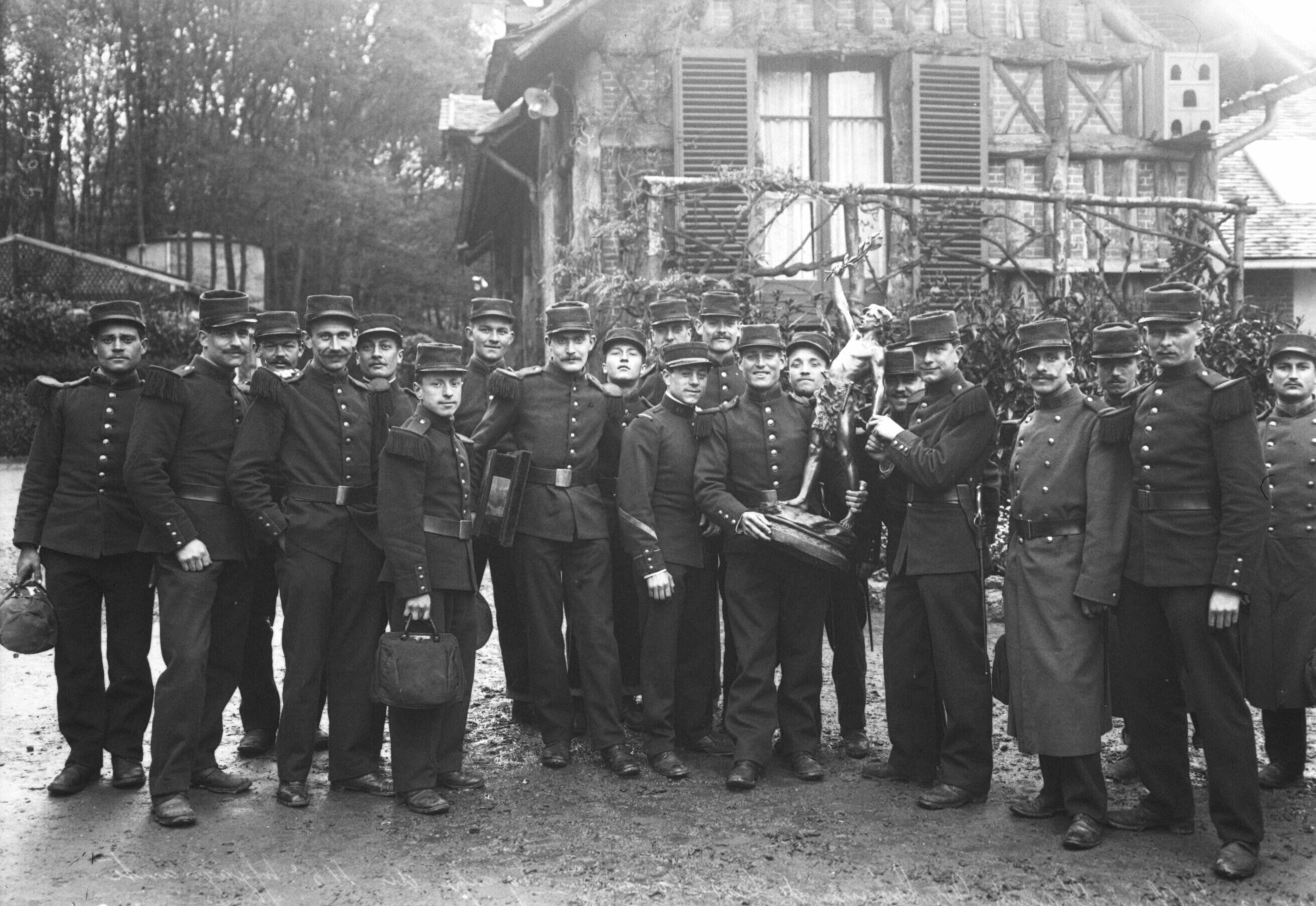
Soldats du à Saint-Cloud après leur victoire au championnat militaire de cross country de 1913.

Un bataillon du régiment participe à la conquête de la Tunisie par la France.
En 1914, le régiment est caserné à Paris et Fontainebleau.

### Première Guerre mondiale
Pendant toute la durée de la guerre, le régiment fait partie de la 10e division d'infanterie, d'abord rattaché à la 19e brigade de cette division puis à l'infanterie divisionnaire à partir d'août 1917.

#### 1914
- 5 - 13 septembre : Bataille de la Marne
- octobre - décembre : Bataille de l'Aisne (1914), Bataille de Vauquois

#### 1915
- Bataille de Vauquois (où Henri Collignon est tué), Bataille de Champagne (1915)

#### 1916
- janvier - juillet : Bataille de Vauquois
- septembre : Bataille de la Somme
- décembre : secteur du Chemin des Dames

#### 1917
- janvier : secteur du Chemin des Dames
- février - avril : Bataille du Chemin des Dames

#### 1918
- mars-avril : Bataille de Noyon
- juillet : Seconde bataille de la Marne
- Alsace
- septembre - novembre : Bataille de l'Aisne (1918)

Le 28 novembre 1918, le régiment est cité à l'ordre de la 5e Armée française, ses pertes s'élèvent alors à 3 684 tués ou disparus, dont 76 officiers.

### Entre-deux-guerres
Pendant l'entre-deux-guerres, il est stationné à Paris et Fontainebleau, toujours rattaché à la 10e DI.

Images du régiment dans l'entre-deux-guerres
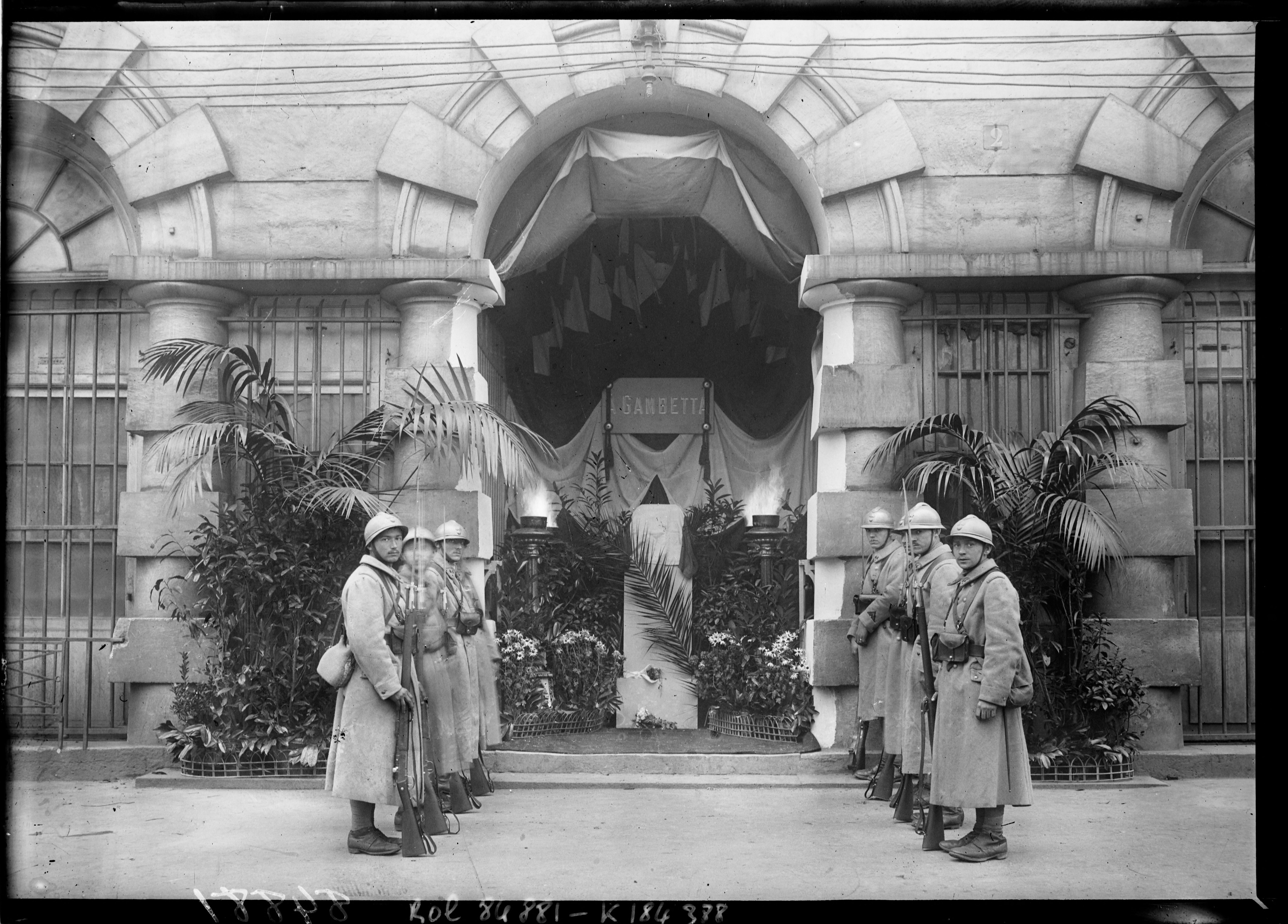
Soldats du régiment gardant le cœur de Gambetta lors de son transfert au Panthéon le 11 novembre 1920.
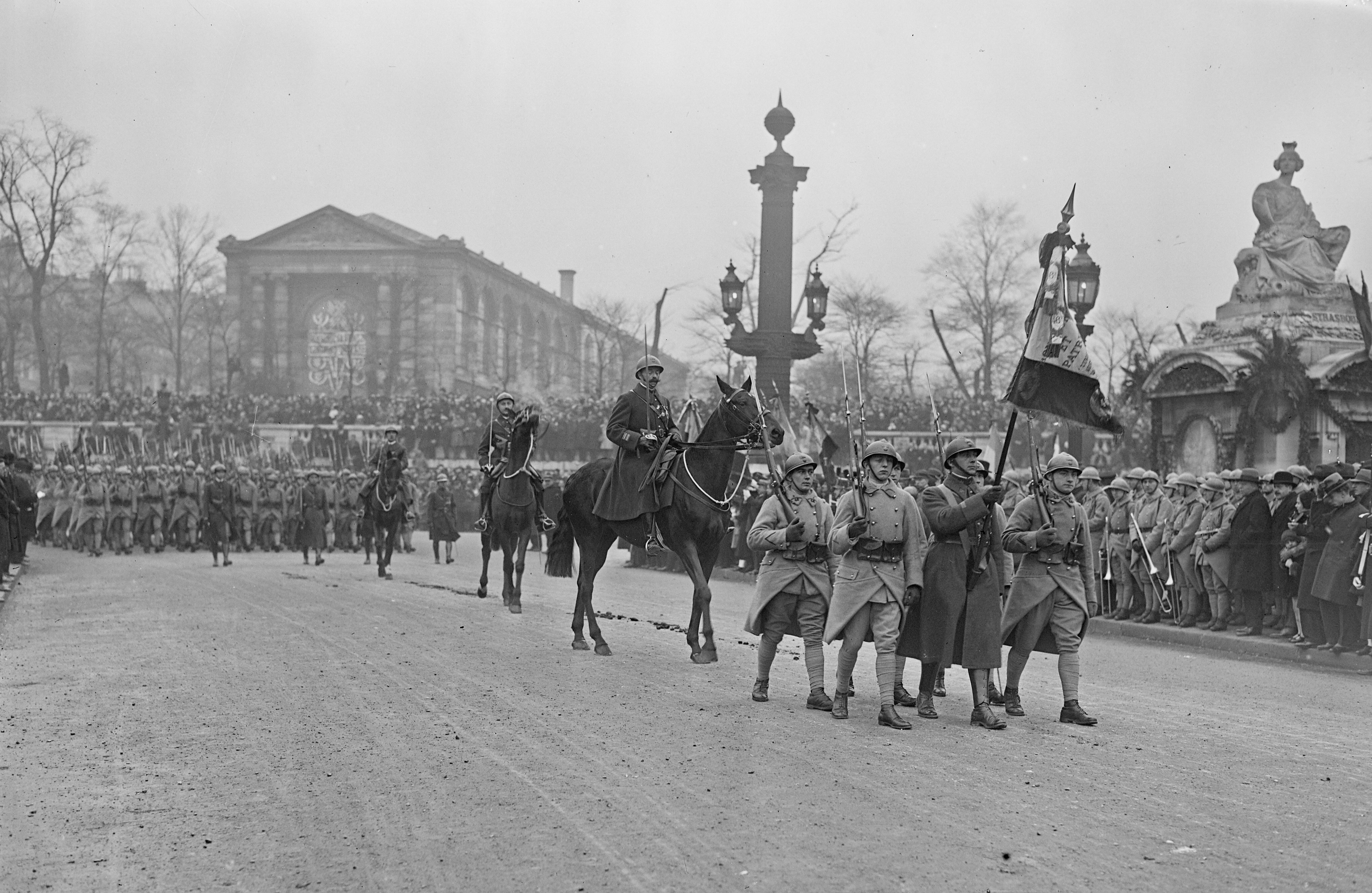
Le 46e RI défile, drapeau en tête, lors des obsèques de Joffre le 7 janvier 1931.
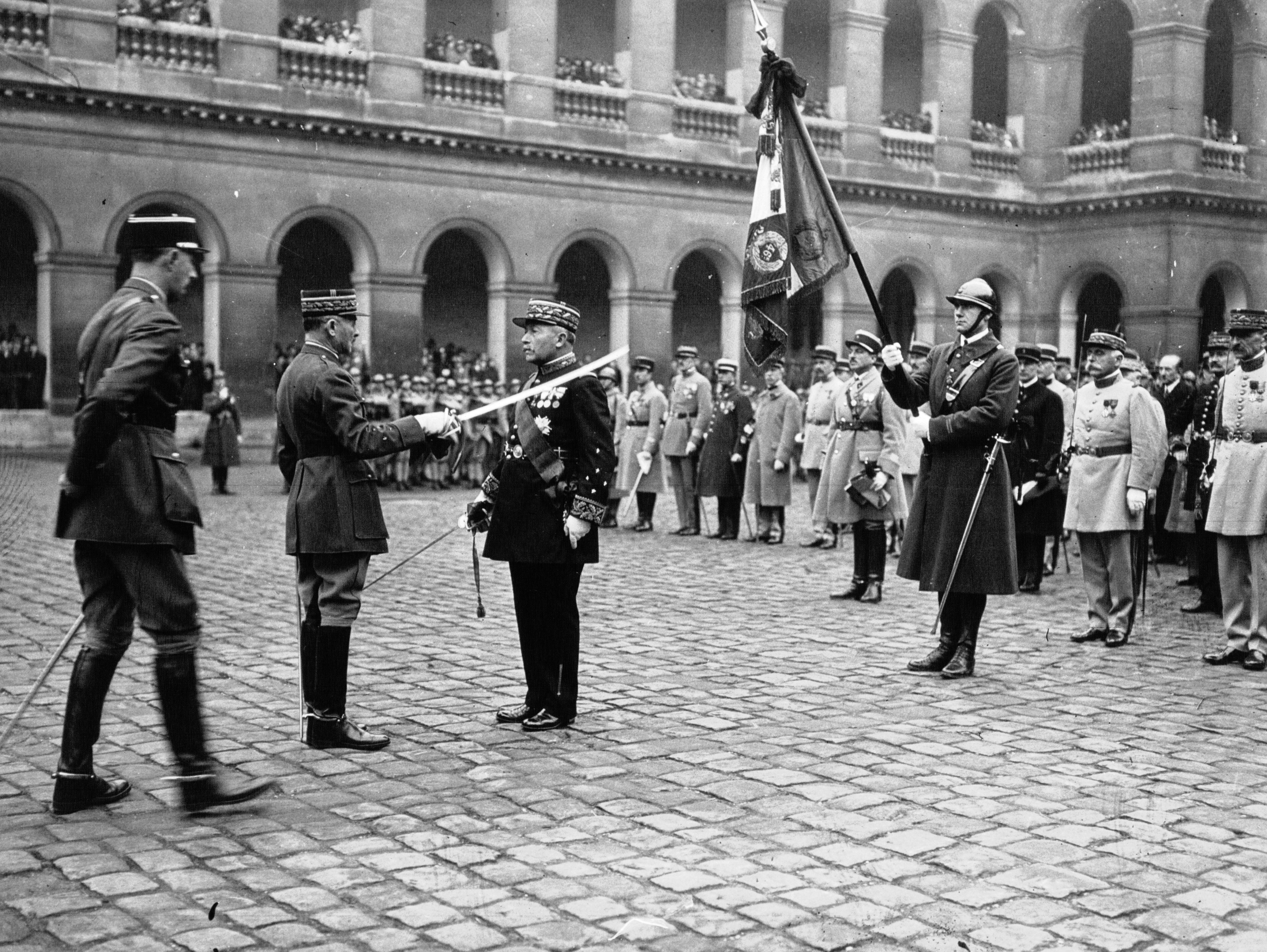
Porte-drapeau du 46e RI lors de la décoration du général Naulin par le général Weygand en 1932 aux Invalides.
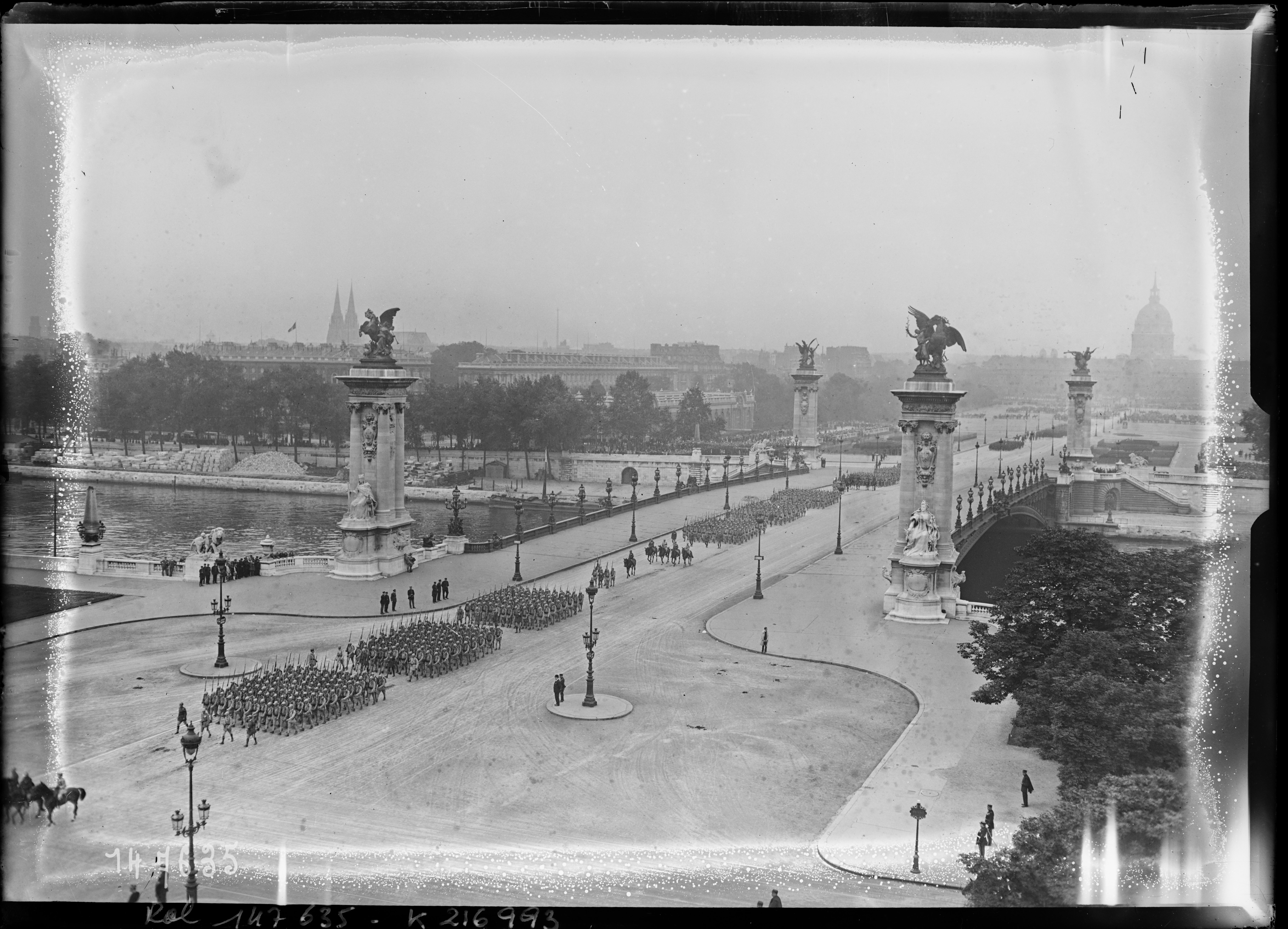
Défilé des trois régiments d'infanterie (5e, 24e et 46e RI) de la 10e division d'infanterie sur le pont Alexandre-III le 14 juillet 1930.

### Seconde Guerre mondiale
Fidèle à sa devise, il succombe héroïquement sur Asfeld le 10 juin 1940, au terme de la bataille de l'Aisne[style à revoir]. Il lui reste alors 6 officiers, 8 sous-officiers et 82 soldats. Il est dissous dès la création de l'armée d'armistice.
Le régiment renaît de ses cendres lors de la libération de la France. Il est recréé le 10 décembre 1944 à partir de la 4e demi-brigade qui regroupe depuis novembre 1944 les bataillons 1/22, 4/22, 9/22 et 11/22 des forces françaises de l'intérieur en région parisienne. Rattaché à la nouvelle 10e division d'infanterie, le 46e RI reçoit le 11 janvier 1945 son drapeau des propres mains du général de Gaulle.
Il est détaché fin mars 1945 sur le front de l'Atlantique, combattant contre les poches allemandes de La Rochelle. Rééquipé (partiellement) à l'américaine après le rattachement de la 10e DI à la 1re armée française le 17 mai 1945, le 46e RI entre en Allemagne avec sa division en juin 1945, installant son PC à Montabaur en juillet.

### Depuis 1946
Le 46e RI est dissous le 30 avril 1946, devenant le 46e bataillon d'infanterie de la 10e demi-brigade d'infanterie.

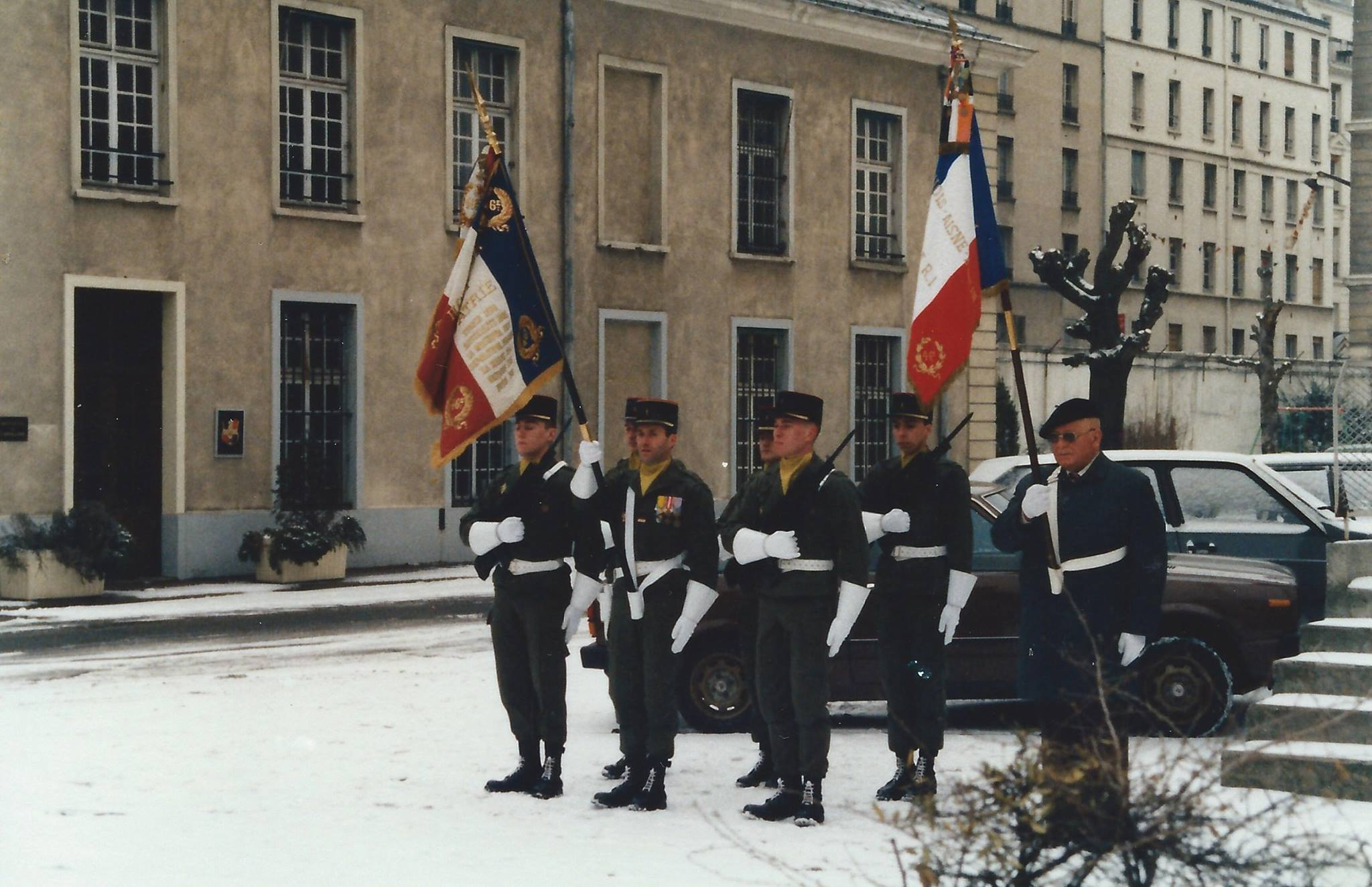
La garde au drapeau du 46e RI en 1986 à la caserne Mortier à Paris avant une prise d'arme à l'Arc de Triomphe.

Relevant des Forces françaises à Berlin à partir de novembre 1947, après l'Accord quadripartite sur Berlin, il est stationné au Quartier-Napoléon avec le 11e régiment de chasseurs, ces deux unités y « succédant » à la Fallschirm-Panzer-Division 1. Hermann Göring. Redevenu un régiment, le 46e RI est dissous le 14 septembre 1994.
Il est recréé le 1er juillet 1995, comme régiment de réserve associé au 24e régiment d'infanterie de Vincennes. Il est chargé de missions de protection des populations et d'aide aux autorités avant une ultime dissolution le 30 juin 1997.

## Traditions régimentaires

### Drapeau
Il porte, cousues en lettres d'or dans ses plis, les inscriptions suivantes :
- Zurich 1799
- Austerlitz 1805
- La Moskowa 1812
- Sébastopol 1855
- La Marne 1914
- Vauquois 1915
- Noyon 1918

### Décorations du régiment
La cravate du drapeau est décorée de la croix de guerre 1914-1918 avec une palme, de la croix de guerre 1939-1945 avec une palme, de la Médaille d'or de la Ville de Milan et, depuis 1994, des flammes de l'armée de la République Fédérale Allemande et de la ville de Berlin.

### Citations du régiment
- Ordre de la Ve Armée no 427 du 28 novembre 1918 :

« Vaillant régiment qui, depuis le début de la campagne, tant en Argonne qu'à Vauquois, dans la Somme, sur l'Oise, en Champagne et dans l'Aisne, a fait preuve d'une ténacité farouche dans la défensive et d'une inlassable ardeur dans l'offensive.
Sous l'impulsion énergique de son chef, le lieutenant-colonel Peyrotte, vient, du 30 septembre au 8 octobre 1918, de soutenir pendant 7 jours et 7 nuits consécutifs la poursuite acharnée de l'ennemi, le forçant à reculer de plus de 6 kilomètres, le rejetant au nord de la Suippe, lui occasionnant de lourdes pertes et capturant plus de 200 prisonniers et un nombre important de mitrailleuses. A repoussé de puissantes contre-attaques destinées à le refouler au sud de la rivière, se cramponnant au terrain conquis. »

— Général Guillaumat
- 1940 :

### Décorations de soldat servant dans ce régiment

#### Armes d'honneurs (décoration révolutionnaire)
- 19 août 1800 : grenadier Pierre Lefort : fusil d'honneur[Quoi ?]
- 19 octobre 1800 : fusilier Louis Pauvart : fusil d'honneur
- 21 janvier 1801 : fusilier Loup Favard : fusil d'honneur
- 25 septembre 1801 : fusilier Joseph Aubert : fusil d'honneur
- 13 septembre 1802 : caporal Jean-Marie Carton : fusil d'honneur
- 15 septembre 1802 : capitaine Georges Henri Dardart : sabre d'honneur
- 15 septembre 1802 : fusilier Joseph Émilien Libotte : fusil d'honneur
- 15 septembre 1802 : sous-lieutenant Jean-Louis Prosper Mien : sabre d'honneur
- 15 juillet 1803 : lieutenant Jean-Claude Vincent Guillemin : sabre d'honneur
- 15 juillet 1803 : capitaine Jean-Baptiste Triboulez : sabre d'honneur

### Devise
Sa devise est "Potius mori quam vinci" ("Plutôt mourir qu'être vaincu") qui est remplacée vers 1757 par "Potius mori quam faedari" ("Plutôt mourir que faillir")[réf. nécessaire].

### Insigne
L'insigne du régiment est un écu portant les têtes de La Tour d'Auvergne, héros du régiment tué en 1800 et d'un poilu de la Grande Guerre. En pointe, l'insigne porte le drapeau du régiment de Bretagne, chargé du numéro 46.

## Personnages célèbres ayant servi au46eRI

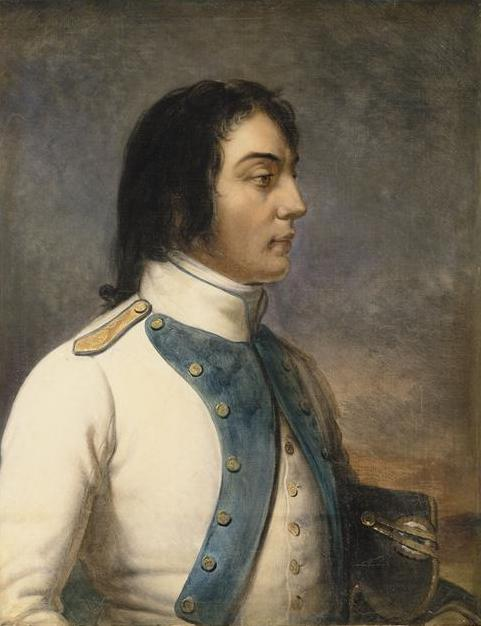
Carl von Steuben, Louis-Charles-Antoine Desaix en uniforme de capitaine au de ligne en 1792 (1768-1800), 1835, Musée de l'Histoire de France (Versailles).

- Louis Nicolas de Clerville, comme cadet, l’année de sa création (1644)
- Pierre Clavel alors capitaine à la 46e demi-brigade de première formation
- 1783 à 1791 : Louis Charles Antoine Desaix de Veygoux
- 1791 à 1795 : Pascal Antoine Fiorella
- 1796 à 1800 : Théophile Malo Corret de la Tour d'Auvergne (premier grenadier des armées de la République, inhumé au Panthéon)
- Général Jean-Pierre Dellard en tant que major.
- Cent jours : Jacques Aupick, beau-père de Charles Baudelaire, blessé à Fleurus.
- 1841 à 1847 : Alexandre Desrousseaux, musicien, célèbre plus tard comme chansonnier et auteur du P'tit Quinquin.
- 1872 à 1877 : Clément Cabanettes, fondateur de la ville de Pigüé en Argentine.
- Adolphe Reinach (1887-1914), incorporé comme sous-lieutenant lors de la mobilisation de 1914, tué au combat le 30 août
- Henri Collignon (1856-1915), préfet et ancien secrétaire général de la Présidence de la République, engagé volontaire comme simple soldat à 58 ans, tué au combat à Vauquois au cours de deux journées de combats intensifs pour la reprise de la butte. Une borne en bas de la butte a été érigée en sa mémoire.
- Clovis Vincent (1879-1947), neurologue, s'est distingué, comme médecin, à la bataille de Vauquois.
- 1955-1957 : Sous-lieutenant Jean-Louis Swiners.
- Jacques Bourdis (1920-2007), général, Compagnon de la Libération, chef de corps du régiment de 1966 à 1968.
- Lucien Cambas (1916-1961), résistant, Compagnon de la Libération.
- Jean-Marie Aron Lustiger (1926-2007), Cardinal-archevêque de Paris, y effectue son service militaire à Berlin
- Jean Pillard (1914-1989), résistant, Compagnon de la Libération.

## Sources et bibliographies
- Historique du 46e régiment d'infanterie, Paris, L. Fournier, 1920 (lire en ligne).
- Nous autres à Vauquois : 1915-1916, 46e R.I. André Pézard Éditeur : Paris (7, rue de Poissy, 75005) : (Comité national du souvenir de Verdun), 1974.
- À partir du Recueil d'Historiques de l'Infanterie Française (Général Andolenko - Eurimprim 1969).
- Historiques des corps de troupe de l'armée française (1569-1900)

- Henri Chaperon : Historique du 46e régiment d'infanterie